# Marceli Wiechowicz

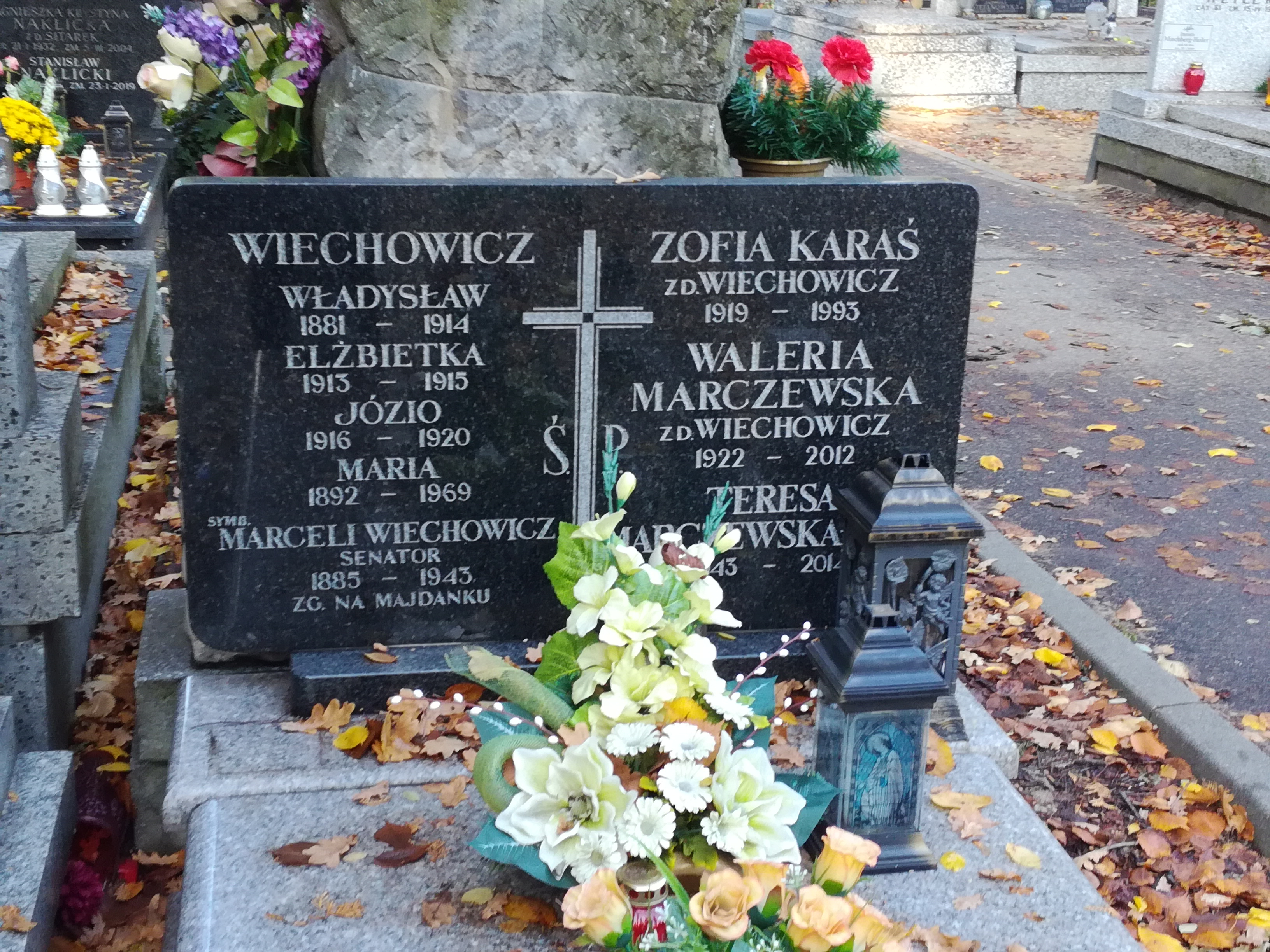
Grób symboliczny Marcelego Wiechowicza na cmentarzu Bródnowskim

Marceli Stefan Wiechowicz (ur. 15 sierpnia 1885 w Boćkach, zm. 1 kwietnia 1943 w obozie koncentracyjnym na Majdanku) – warszawski piekarz, działacz społeczny, senator III kadencji w II RP.

## Życiorys
Urodził się 15 sierpnia 1885 roku w Boćkach, w rodzinie Marcelego i Walerii ze Święcickich. Uczęszczał do gimnazjum w Płocku, ukończył szkołę kupiecką w Warszawie (1904). W latach 1904–1906 działał w PPS. Podczas odbywania obowiązkowej służby w wojsku rosyjskim 2-krotnie więziony za działalność polityczną. Współorganizator i członek milicji obywatelskiej na warszawskiej Pradze. Uczestnik rozbrajania Niemców. Podczas wojny polsko-bolszewickiej ochotniczo służył w 1 pułku szwoleżerów Józefa Piłsudskiego. Wspólnie ze Stanisławem Morawskim był właścicielem III Warszawskiej Piekarni Mechanicznej. Był mistrzem piekarskimi, prezesem Związku Piekarzy RP (1923–1928) i wiceprezesem stołecznej Izby Rzemieślniczej. Zajmował się również działalnością społeczną.
W wyborach parlamentarnych w 1930 roku został senatorem III kadencji (1930–1935). 
Gdy w 1936 roku sytuacja w Cechu Piekarzy – w wyniku konfliktów wewnętrznych – stała się tak napięta, że musiało interweniować państwo, komisarz rządu na Warszawę rozwiązał zarząd cechu i mianował na tymczasowego zarządcę byłego już wtedy senatora Wiechowicza.
W czasie II wojny światowej został aresztowany przez Niemców i uwięziony na Pawiaku. Stamtąd został przewieziony do obozu koncentracyjnego na Majdanku, gdzie zmarł 1 kwietnia 1943 roku. Jego grób symboliczny znajduje się na cmentarzu Bródnowskim w Warszawie (kwatera 21D-1-1).

## Ordery i odznaczenia
- Srebrny Krzyż Zasługi[1]
- Medal Pamiątkowy za Wojnę 1918–1921[1]